# Lex Shrapnel
Alexander Carey „Lex“ Shrapnel (* 6. Oktober 1979 in London) ist ein britischer Schauspieler.

## Leben
Lex Shrapnel ist der zweite von drei Söhnen des Schauspielerehepaares John Shrapnel und dessen Ehefrau Francesca Shrapnel. Seine Großeltern mütterlicherseits sind die Schauspieler Deborah Kerr und Anthony C. Bartley. Lex Shrapnels älterer Bruder ist der Drehbuchautor Joe Shrapnel, sein jüngerer Bruder der Filmemacher Tom Shrapnel.
Schon früh entschied sich darum bereits Lex Shrapnel für eine Karriere als Schauspieler. Er absolvierte darum die Guildhall School of Music and Drama. Seine erste Rolle beim Film bekam er 2002, an der Seite von Harrison Ford, Liam Neeson und seinem Vater im Kriegsfilm K-19 – Showdown in der Tiefe. Obwohl Shrapnel immer wieder in namhaften Produktion zu sehen war, war er doch meist in Nebenrollen präsent.
Parallel dazu stand er in England immer wieder auf der Theaterbühne. 2002 verkörperte er am Festival Theatre in Chichester den Romeo in Romeo und Julia. Nur ein Jahr später, 2003, war er Hamlet in der gleichnamigen Theaterproduktion am Birmingham Repertory Theatre. Und am Almeida Theatre stand er in der Rolle des Königs von Frankreich in König Lear auf der Bühne.

## Filmografie (Auswahl)
- 2002: K-19 – Showdown in der Tiefe (K-19: The Widowmaker)
- 2002: Nine Lives
- 2004: Thunderbirds
- 2006: Flyboys – Helden der Lüfte (Flyboys)
- 2007: The Tonto Woman
- 2011: Captain America: The First Avenger
- 2015: A.D.: Rebellen und Märtyrer (A.D.: The Bible Continues, Fernsehserie)
- 2016: Die Medici – Herrscher von Florenz (I Medici, Fernsehserie, 7 Folgen)